# Roberto Gini

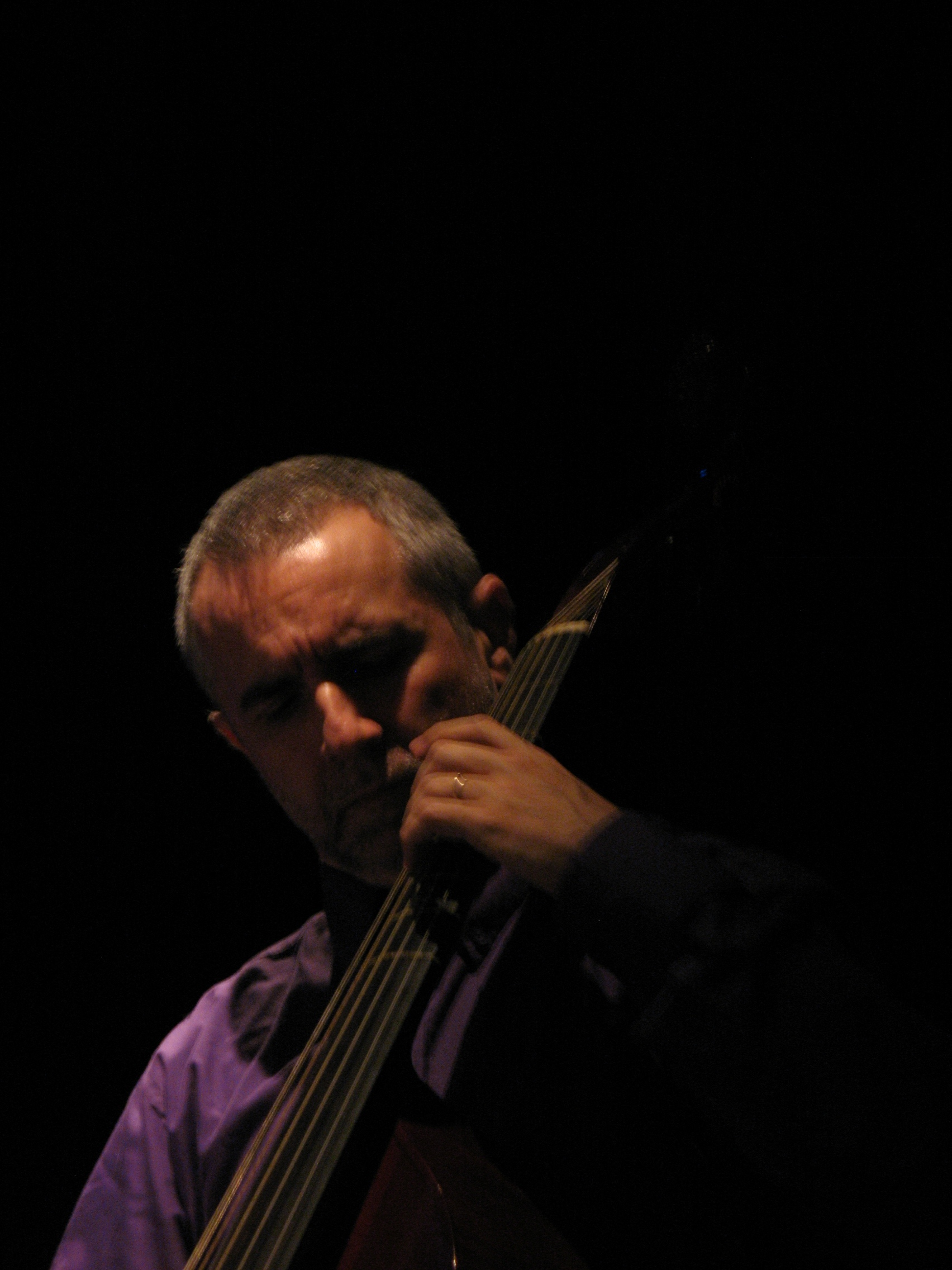
Roberto Gini

Roberto Gini (Milano, 21 maggio 1958) è un gambista e direttore d'orchestra italiano.

## Biografia
Roberto Gini ha iniziato giovanissimo gli studi musicali con Attilio Ranzato, suo insegnante di violoncello, al Conservatorio Giuseppe Verdi (Milano). Si è in seguito specializzato in viola da gamba alla Schola Cantorum Basiliensis di Basilea con Jordi Savall, diplomandosi nel 1980 e ha frequentando i corsi di musica da camera tenuti da Nikolaus Harnoncourt a Salisburgo. Roberto Gini è uno degli interpreti di punta della musica antica internazionale. La sua attività è da sempre contraddistinta da una poliedricità che lo rende difficilmente classificabile nel panorama concertistico e discografico. Strumentista alla viola da gamba e al violoncello barocco, Roberto Gini applica la propria ricerca nel campo della prassi esecutiva del basso continuo cinquecentesco e secentesco, come strumentista al clavicembalo, all'organo e nella sua attività direttoriale.
L'ensemble "Concerto" è stato da lui fondato nel 1985 e già le sue prime incisioni, che risalgono al periodo tra il 1988 e il 1991, costituiscono delle pietre miliari nell'interpretazione della musica monteverdiana. Le produzioni dell'ensemble seguono tuttora l'attività di ricerca musicologica di Roberto Gini, rivolta in particolare a Claudio Monteverdi e alla musica cinque-seicentesca. Di Monteverdi ha prodotto le prime registrazioni integrali del VII libro di madrigali, della Selva morale e spirituale e la raccolta in un doppio CD di tutte le opere sacre non comprese nelle tre raccolte a stampa del 1610, del 1640 e del 1651, incluse due composizioni inedite trascritte e pubblicate in prima mondiale: il Gloria a otto voci e il Confitebor a quattro voci.
Alla sua ricerca musicologica si deve inoltre la riscoperta e la prima incisione della raccolta Affetti musici di Giulio Cesare Monteverdi nonché quella dell'oratorio La Maddalena a' piedi di Cristo di Giovanni Bononcini, che ha vinto nel 1999 il "Premio internazionale del disco" della Fondazione Cini di Venezia.

### Strumentista
Svolge la sua attività concertistica e discografica principalmente come solista. Ha suonato in duo con Laura Alvini, Wieland Kuijken e Anner Bijlsma ed è stato membro di vari gruppi tra i quali Hespèrion XXI di Jordi Savall con il quale ha collaborato per dieci anni. Ha costituito un proprio quartetto di viole da gamba, il "Concerto Delle Viole".
È specialista di viola bastarda: a lui si deve un importante lavoro di ricerca e di riscoperta legato a questo strumento e alla sua letteratura.

### Direzione d'orchestra
Roberto Gini ha debuttato nel 1991 dirigendo l'orchestra e il coro dei Pomeriggi Musicali di Milano. Ha inciso opere di Carl Philipp Emanuel Bach, Mozart, Gluck, Haydn e Schubert. A Roberto Gini si deve l'inizio della riscoperta del compositore milanese Sammartini.
In occasione della celebrazione ufficiale della nascita dell'opera, nel quarto centenario dalla prima rappresentazione avvenuta alla corte ducale di Mantova il 24 febbraio del 1607, a Roberto Gini è stata affidata la direzione, nello stesso giorno del 2007 a Mantova, de "L'Orfeo" di Claudio Monteverdi.

### Attività didattica
Insieme a Laura Alvini creò alla fine degli anni settanta la sezione di musica antica presso l'ex "Civica scuola di musica" a Milano che è stata per molti anni il polo formativo di primissimo piano nello studio del repertorio antico in Italia e uno dei pochi in Europa. In quella sede dal 1979 al 2001 ha insegnato viola da gamba, violoncello barocco e ha creato il "Laboratorio di ricerca sulla musica italiana del XVII secolo", attivo dal 1985 al 2000.
Nel triennio 1992-1994 ha diretto il corso di perfezionamento nella vocalità monteverdiana presso l'"Associazione Lirica Concertistica Italiana" (As.Li.Co.).
È stato titolare fino all'anno 2007 della cattedra di viola da gamba presso il Conservatoire de musique de Genève, dove ha creato un atélier di ricerca sull'ornamentazione storica.
Roberto Gini è stato titolare, fino al 31 ottobre 2020, delle cattedre di viola da gamba, ornamentazione storica, trattati e metodi e musica d'insieme per strumenti storici nonché coordinatore del Dipartimento di Musica Antica presso il conservatorio di musica "Arrigo Boito" di Parma, ed è Honorary Professor presso il conservatorio di Tel Aviv in Israele.
È attivo a livello sia artistico sia didattico nel campo del teatro, elemento principale della parola in musica e vero motore della sua espressione nel repertorio vocale tra cinque e seicento. In virtù di questa sua particolare conoscenza Roberto Gini è a pieno titolo riconosciuto, nella particolarità della sua formazione artistica, come personalità unica nel suo genere. Ha collaborato per lungo tempo con l'attrice Valentina Cortese.

### Altre attività
Direttore artistico dal 1993 al 1996 del Festival di Cremona in occasione delle celebrazioni ufficiali monteverdiane.
Direttore artistico nel biennio 1998-1999 di Grandezze & Meraviglie, Festival Musicale Estense, nell'ambito delle celebrazioni estensi di "Modena Capitale".

## Discografia (selezione)
- 1978 - Jacques Moderne: Musique de Ioye. Con Hespèrion XXI, Jordi Savall (Astrée)
- 1978 - "Entremeses del siglo de oro" (Lope de Vega y su tiempo). Con Hespèrion XXI, Montserrat Figueras, Jordi Savall (Alia Vox)
- 1978 - Samuel Scheidt, Ludi Musici. Con Hespèrion XXI, Jordi Savall (EMI Reflexe)
- 1979 - Giovanni Gabrieli e Giuseffo Guami, Canzoni da Sonare. Con Hespèrion XXI, Jordi Savall (EMI REflexe)
- 1983 - William Brade, Hamburger Ratsmusik un 1600. Con Hespèrion XXI, Jordi Savall (Harmonia Mundi)
- 1984 - "Music for the spanish Kings".  Con Hespèrion XXI, Montserrat Figueras, Jordi Savall (Virgin)
- 1984 - Johann Rosenmüller, Sonate da camera & Sinfonie. Con Hespèrion XXI, Jordi Savall, Monica Huggett, Chiara Banchini (Astrée)
- 1986 - Johann Sebastian Bach, Die Kunst der Fuge BWV 1080. Con Hespèrion XXI, Jordi Savall
- 1986 - Johann Hermann Schein, "Banchetto Musicale". Con Hespèrion XXI, Jordi Savall, Carol Lewis, Sergi Casademunt, Paolo Pandolfo (EMI Reflexe)
- 1986 - Andreas Hammerschmidt, Vier Suiten aus der Sammlung "Erster Fleiss. Con Hespèrion XXI, Jordi Savall
- 1987 - Matheo Flecha: Ensaladas. Con Hespèrion XXI, Montserrat Figueras, Jordi Savall (Astrée)
- 1987 - Claudio Monteverdi, "Combattimento di Tancredi et Clorinda con altri Madrigali e Canzonette a 1 e 2 voci", Ensemble Concerto (Tactus)
- 1989 - Claudio Monteverdi, Il ballo delle Ingrate & Madrigali in genere rappresentativo, Ensemble Concerto (Tactus)
- 1989 - Claudio Monteverdi, "Settimo libro de madrigali",  Ensemble Concerto e Cappella Mauriziana (Tactus, 2 Cd)
- 1989 - Johann Sebastian Bach, Sonate a viola da gamba e cembalo obbligato, con Laura Alvini (Tactus)
- 1990 - Claudio Monteverdi, "Varie Musiche Sacre a una e due voci", Ensemble Concerto (Tactus)
- 1991 - Niccolò Jommelli, Agonia di Cristo, Ensemble Concerto (Nuova Era)
- 1991 - Luigi Boccherini Tre quintetti Op. 56 (G 407, 411, 412). Con Laura Alvini, Enrico Gatti (Tactus)
- 1991 - Antonio Vivaldi L'Estro Armonico, 12 concerti Opera Terza (Amadeus, 2 Cd)
- 1991 - Sonate à 1, 2 & 3 Violoncelli e basso. Ensemble Concerto (Tactus)
- 1992 - "De vitae fugacitate", Lamentos, cantatas y arias. Concerto Delle Viole (Glossa)
- 1992 - "Strana Armonia d'amore", Ensemble Concerto, Vincenzo Manno (Stradivarius, 2 Cd)
- 1992 - "Italian Musicians in London", con Michel Henry e Diana Petech (Arts)
- 1992 - Joseph-Hector Fiocco Lamentationes. Ensemble Concerto (GS 201021)
- 1993 - Giovanni Battista Pergolesi, Quattro cantate da camera. Ensemble Concerto (Tactus)
- 1993 - Francesco Durante, XII Duetti a soprano e contralto, con Cristina Miatello, Claudio Cavina, Laura Alvini (Tactus)
- 1993 - Luigi Boccherini Sei sonate a tre (1761). Con Laura Alvini, Enrico Gatti (Tactus)
- 1993 - Claudio Monteverdi, Selva Morale e Spirituale. Ensemble Concerto, Coro di voci bianche del Teatro alla Scala (Amadeus 4 Cd)
- 1994 - Carl Philipp Emanuel Bach, concerto per fortepiano Wq 23; Wolfgang Amadeus Mozart, Sinfonie Kv 22, 38, 112, 201. Laura Alvini, fortepiano. Roberto Gini conducts Orchestra Milano Classica (Vermeer)
- 1994 - Wolfgang Amadeus Mozart, Franz Joseph Haydn, Christoph Willibald Gluck.  Roberto Gini conducts Orchestra Milano Classica (Vermeer)
- 1996 - Giulio Cesare Monteverdi, AFFETTI MUSICI. Ensemble Concerto (Astrée Auvidis, 2 Cd)
- 1996 - Wolfgang Amadeus Mozart, Concerto per pianoforte KV 595; Franz Schubert, Sinfonia n. 5 D 495. Laura Alvini, pianoforte. Roberto Gini conducts Orchestra Milano Classica (Vermeer)
- 1998 - Giovanni Bononcini, "La Maddalena a' piedi di Cristo", oratorio. Ensemble Concerto (Universal)
- 2002 - Giovanni Battista Sammartini Symphonies and Ouvertures. Roberto Gini conducts Orchestra Milano Classica (Dynamic)
- 2003 - "Consort Songs", William Byrd and his contemporaries. Il Concerto delle viole and Jill Feldman (Olive Music OM004)
- 2003 - Claudio Monteverdi, Il Combattimento di Tancredi e Clorinda, Madrigali. Ensemble Concerto (Dynamic)
- 2005 - Giovanni Battista Sammartini Symphonies. Roberto Gini conducts Orchestra Milano Classica (Dynamic)
- 2005 - Claudio Monteverdi, Sacred Music. Ensemble Concerto (Dynamic, 2 Cd)
- 2005 - Claudio Monteverdi, Vesperae De Confessore, World Chamber Choir (Dynamic)
- 2005 - "Viola bastarda", Concerto Delle Viole (Olive Music OM010, 2 Cd)
- 2006 - Francesco Gasparini Sonate e Cantate. Monique Zanetti, Pascal Bertin (Pan Classics)
- 2006 - Carlo Farina Pavane e Gagliarde, Il Concerto Delle Viole (Roberto Gini, Kees Boeke, Marco Angilella, Sabina Colonna Preti) (Olive Music OM009)
- 2006 - Claudio Monteverdi, 'Vespro della Beata Vergine; Missa "In illo tempore".  Ensemble Concerto,  Concerto Palatino (Dynamic, 3 Cd)
- 2010 - Henry Butler The Division Violist (ET'CETERA KTC 1906)
- 2012 - John Jenkins Musick for Two Basse Violls. Wieland Kuijken Roberto Gini, Mario Martinoli (ET'CETERA KTC 1912)
- 2015 - "John Jenkins and his most esteemed friend William Lawes". (ET'CETERA KTC 1919)
- 2017 - Carlo Farina Capriccio stravagante e altre musiche. Ensemble Concerto (Aulicus ALC 0043)
- 2021 - VIOLA DA GAMBA Le Jeu d'Harmonie (Roberto Gini, viola da gamba sola) (Aulicus ALC 0047)
- 2021 - Il Violocello galante. Roberto Gini violoncello solista, Laura alvini clavicembalo, Ensemble Concerto (Aulicus ALC 0058)
- 2022 - J. S. Bach: Ouvertures BWV 1068, BWV 1069 - Telemann: Ouverture TWV 55:D6. Roberto Gini viola da gamba solista e direzione (Aulicus ALC 0062)
- 2022 - Antonio Vivaldi, L'ESTRO ARMONICO Op. 3 Ensemble Concerto (Aulicus FAB 0001)
- 2023 - John Jenkins and his ‘most esteemed friend’ William Lawes: Fantasia-Suites. Ensemble Concerto (Aulicus ALC 0087)
- 2023 - VIOLA DA GAMBA The Division Violist, Volume I: Daniel Norcome. Roberto Gini viola da gamba solista (Aulicus ALC 0101)